# يوزف بيوسودسكي
يوزف بيوسوتسكي (Józef Klemens Piłsudski؛ زالافس، 5 ديسمبر 1867 - وارسو، 12 مايو 1935) رجل دولة بولندي، رئيس الدولة (1918-1922)، «المارشال الأول» (من 1920)،و زعيم سلطوي (1926-1935) في الجمهورية البولندية الثانية. من منتصف الحرب العالمية الأولى كان له تأثير كبير في سياسات بولندا، وكان شخصية مهمة في المشهد السياسي الأوروبي. يعتبر مسؤولا إلى حد كبير عن استعادة بولندا لاستقلالها في عام 1918، بعد 123 سنة من تقاسمها بين الدول. نجح بيوسوتسكي بضم فيلنيوس من ليتوانيا بعد تمرد جليغوفسكي لكنه لم يتمكن من ضم معظم موطنه الأم ليتوانيا إلى الدولة البولندية الحديثة.

## روابط خارجية
- يوزف بيوسودسكي على موقع الموسوعة البريطانية (الإنجليزية)
- يوزف بيوسودسكي على موقع إن إن دي بي (الإنجليزية)